# Casque bleu (film, 1994)
Pour les articles homonymes, voir Casque bleu (homonymie).
Pour plus de détails, voir Fiche technique et Distribution.
Casque bleu est un film français réalisé par Gérard Jugnot et sorti en 1994.

## Synopsis
Viticulteur dans le Bordelais, Patrick a déclenché l'ire de sa femme, Alicia — œnologue espagnole extrêmement jalouse — en posant les yeux sur une autre femme. Pour se faire pardonner, il emmène son intraitable épouse sur une île de la Méditerranée, au large des Balkans, où jadis ils vécurent leur lune de miel. La guerre civile éclate alors que les tourtereaux ombrageux ont tout juste posé le pied sur l'île. En compagnie d'autres Français, parmi lesquels une secrétaire complexée, un jeune réformé psychiatrique en quête de calme, un journaliste sportif et un couple de retraités accrochés à leur chien, ils vont affronter des situations très délicates.

## Fiche technique
- Titre : Casque bleu
- Réalisation : Gérard Jugnot
- Scénario : Philippe Lopes-Curval, Christian Biegalski et Gérard Jugnot
- Dialogues : Philippe Lopes Curval
- Musique : Yves de Bujadoux
- Pays de production :  France
- Genre : Comédie dramatique
- Durée : 98 minutes
- Date de sortie : 
  - France : 15 juin 1994

## Distribution
- Gérard Jugnot : Patrick
- Victoria Abril : Alicia
- Valérie Lemercier : Laurette
- Jean-Pierre Cassel : Nicolas
- Micheline Presle : Gisèle
- Claude Piéplu : Pierre
- Jean-Noël Brouté : Daniel
- Roland Marchisio : Freddy
- Hubert Saint-Macary : Gianni
- Chus Lampreave : la mère d'Alicia
- Marina Foïs : Julie
- Maurice Illouz : Aziz Momo

## Production
Le film a été tourné sur l'ile de Comino dans l'archipel Maltais.
C'est la première apparition de Marina Foïs au cinéma.